# Vladislav Borek
Vladislav Borek je český publicista, historik železniční dopravy a bývalý tramvajový řidič z Prahy. Řidičem tramvaje byl od roku 1975. Známý je především svými publikacemi o lokomotivách a železniční historii. Účastnil se také symbolického ukončení provozu obousměrných tramvají Tatra KT8D5 v Praze.

## Činnost
Vladislav Borek patřil již v 80. letech k prvním řidičům, kteří v Praze obsluhovali nové obousměrné tramvaje Tatra KT8D5. Dne 21. května 2013 pak proběhlo oficiální rozloučení s původními vozy KT8D5 v pravidelném provozu pražské MHD.
Vladislav Borek při této příležitosti řídil vůz č. 9048, který následně převezl do Muzea MHD ve Střešovicích, kde symbolicky uzavřel vrata kolem 17:12. Tento okamžik je často označován jako formální ukončení provozu tramvají typu KT8D5 v hlavním městě. 
Vůz 9048 byl v roce 2014 opatřen původním červeno-krémovým nátěrem a později mu byla navrácena i původní elektrická výzbroj typu TV3. Naproti tomu vůz 9030 prošel v témže roce modernizací na typ Tatra KT8D5R.N2P, čímž definitivně skončilo pravidelné nasazení původní verze KT8D5 v pražském provozu.

## V médiích
V říjnu 2024 se Vladislav Borek objevil v článku serveru iDNES.cz, který se věnoval současným debatám o dopravních změnách na Václavském náměstí. Vystoupil zde jako odborník s dlouholetými zkušenostmi z pražského tramvajového provozu.
V květnu 2013 poskytl rozhovor pro server iRozhlas v souvislosti s vyřazením tramvaje přezdívané „kachna“. V článku byl omylem uveden jako Bureš.

## Osobní život
Vladislav Borek měl k dopravě vztah již od dětství. V rozhovoru pro časopis DP Kontakt vzpomínal, že jako malý chodil s matkou do dětské poradny v Radlické ulici, kde mu jako odměnu za statečnost u lékařky slibovala návštěvu lávky nad Smíchovským nádražím, odkud mohl pozorovat parní lokomotivy. Lásku k tramvajím si vypěstoval pozorováním různých typů vozů po celé Praze, včetně těch, které v jeho části města běžně nejezdily.[zdroj?]
Tehdy bydlel na Smíchově a jako malý kluk často jezdil až na Újezd, aby viděl tramvaje typu „ponorka“ a „mevra“, které v jeho okolí nejezdily, a které ho zaujaly především kvůli sklápěcím schůdkům. Vždycky opřel koloběžku o zábradlí a celé odpoledne pozoroval tramvaje. Jednou dokonce dojel až k vozovně v Hloubětíně, aniž by tušil, že tam stráví podstatnou část svého života.[zdroj?]
Později uvedl, že měl také hluboký vztah k tatranské dopravě a místům jako Sarajevo, která ho přitahovala spíše svou dopravní infrastrukturou než architekturou. Fotografování dopravy se začal věnovat už v roce 1964 a s oblibou dokumentoval historické tramvajové a železniční momenty.

## Publikační činnost
Vladislav Borek je autorem nebo spoluautorem řady odborných a obrazových publikací zaměřených na historii železniční dopravy, zejména lokomotiv:
- Vozovna Hloubětín 1951–2001 – vydáno v roce 2001
- Motorové lokomotivy řady T 434.0 – pravděpodobně vydáno v roce 2023
- Motorové lokomotivy T 658.0, T 698.0, T 678.0, T 679.0 – vydáno v roce 2000
- Ozubnicové lokomotivy našich drah – vydáno v roce 2011